# La Antigua
La Antigua település Spanyolországban, León tartományban. Lakosainak száma 328 fő (2024).

## Földrajza
La Antigua Laguna de Negrillos, Villamandos, Villaquejida, Matilla de Arzón, San Adrián del Valle, Pozuelo del Páramo, Roperuelos del Páramo és Zotes del Páramo községekkel határos.

## Népesség
A település lakosságának változását az alábbi diagram mutatja:
| Lakosok száma | 616  | 557  | 524  | 504  | 455  | 430  | 395  | 360  | 333  | 328  |
|               | 2001 | 2004 | 2007 | 2009 | 2012 | 2014 | 2017 | 2019 | 2022 | 2024 |